# Metro Town
Metro Town (en chino tradicional, 都會駅), es un complejo residencial privado situado en el distrito Tseung Kwan O de los Nuevos Territorios en Hong Kong, cerca de la estación de MTR de Tiu Keng Leng. Fue desarrollada conjuntamente por Cheung Kong Holdings, Nan Fung Group y MTR Corporation, iniciándose las obras en 2006.
El complejo consta de cuatro torres, siendo uno de los edificios más altos de la ciudad. Los edificios más altos del complejo son Metro Town Tower 1 y Metro Town Tower 2, de 205 metros y 61 plantas de altura. Las torres están empatadas con el Four Seasons Place como el 52.º edificio más alto de Honk Kong. Las torres 3 y 5 (la 4 no existe) se alzan 188 metros y 57 plantas, y son el 87.º edificio más alto empatando con el One y Two Exchange Square. El complejo fue completado en 2006. La primera fase del proyecto contiene 1676 apartamentos. El club social del complejo es el mayor en el distrito Tseung Kwan O.

## Fase 2: Le Point
Le Point (pronunciación en francés: /lə pwɛ̃/; en chino, 城中駅) es un desarrollo residencial que supone la segunda fase del proyecto urbanístico Metro Town. Sus cinco torres (nombradas "Torre 6" a "Torre 10") fueron desarrolladas conjuntamente por Cheung Kong Holdings, Nan Fung Group y MTR Corporation. Completadas en 2008, comprende un total de 2096 apartamentos. Las torres 6 y 7 tienen 60 plantas y las torres 8, 9 y 10, 59 plantas, con una altura de 200 y 196 metros respectivamente (datos aproximados).